# Mystisk ø
Mystisk ø (russisk: Таинственный остров) er en sovjetisk film fra 1941 af Eduard Pentslin.

## Medvirkende
- Andrej Andrijenko-Zemskov som Pencroft
- Jurij Grammatikati som Herbert
- Pavel Kijanskij som Gideon Spillett
- Nikolaj Komissarov som Nemo
- Igor Kozlov som Tom Ajrton